# جامعة نابولي الثانية
جامعة نابولي الثانية (بالإيطالية: Seconda Università degli Studi di Napoli)‏ هي جامعة إيطالية مقرها كازيرتا (التي تضم هي وتوابعها ـ خلافًا لما يوحي به اسم الجامعة ـ مقر إدارة الجامعة ومعظم منشآتها) ونابولي. تأسست عام 1991، وتنقسم إلى أقسام أكاديمية ومدارس متخصصة.
تأسست جامعة نابولي الثانية في 12 مايو 1989 بموجب قرار من رئيس مجلس الوزراء بتقسيم جامعة نابولي فيدريكو الثاني، غير أن الدراسة لم تبدأ بالجامعة إلا في 1 نوفمبر 1992، وقد أخذت جامعة نابولي الثانية عند انفصالها أحد مدرستي الطب اللتين كانتا تابعتين لجامعة نابولي فيدريكو الثاني، ويعد قسم الطب هو القسم الوحيد من أقسام جامعة نابولي الثانية الذي يقع في مدينة نابولي التاريخية.

## أقسام الجامعة
تنقسم جامعة نابولي الثانية إلى 10 أقسام هي:
- قسم الاقتصاد (ومقره مدينة كابوا)
- قسم الرياضيات والفيزياء والعلوم الطبيعية (كازيرتا)
- قسم الطب والجراحة (نابولي وكازيرتا)
- قسم علم النفس (كازيرتا)
- قسم العلوم البيئية (كازيرتا)
- قسم العمارة «لويجي فانفيتيللي» (أفيرسا)
- قسم الفلسفة والأدب (سانتا ماريا كابوا فيتيري)
- قسم القانون (سانتا ماريا كابوا فيتيري)
- قسم الهندسة (أفيرسا)
- مدرسة جان مونيه المتخصصة في الدراسات القانونية والاقتصادية الأوروبية (كازيرتا)

## وصلات خارجية
- (بالإيطالية) الموقع الرسمي للجامعة
- (بالإنجليزية)(بالإيطالية) كلية الطب والجراحة